# Суперкубок Норвегії з футболу
Суперку́бок Норве́гії з футбо́лу — одноматчевий турнір, у якому грають володар кубка Норвегії та чемпіон попереднього сезону. У випадку, якщо кубок і чемпіонат виграла одна команда, то в суперкубку грають перша і друга команди чемпіонату.

## Назви турніру
- 2009—2010: Superfinalen (суперфінал)
- 2017—2018: Mesterfinalen (чемпіонський фінал)

## Фінали
| Рік  | Переможець | Рахунок | Фіналіст   | Стадіон       | Глядачів | Дата            |
| ---- | ---------- | ------- | ---------- | ------------- | -------- | --------------- |
| 2009 | Стабек     | 3:1     | Волеренґа  | Telenor Arena | 6 363    | 8 березня 2009  |
| 2010 | Русенборг  | 3:1     | Олесунн    | Колор Лайн    | 3 180    | 7 березня 2010  |
| 2017 | Русенборг  | 2:0     | Бранн      | Бранн         | 10 681   | 29 березня 2017 |
| 2018 | Русенборг  | 1:0     | Ліллестрем | Оросен        | 4 295    | 26 квітня 2018  |